# Fadi Awad
Fadi Mahmoud Awad Saleh (arabisch فادي محمود عوض صالح, * 26. März 1993 in Irbid) ist ein jordanischer Fußballspieler.

## Karriere

### Verein
Aus der Jugend von al-Jalil kommend, ging er zur Saison 2011/12 in deren erste Mannschaft über. Nachdem er mit seiner Mannschaft abgestiegen war, wechselte er Anfang 2014 leihweise zu al-Sheikh Hussein, wo er ein halbes Jahr mitspielte. Die nächste Leihe war dann über das komplette Jahr 2015 bei Mansheyat und danach für die erste Jahreshälfte 2016 bei al-Wehdat mit welchen er so auch Meister wurde. Zu Wehdat wechselte er zur Saison 2016/17 dann auch fest, wenngleich er zur Spielzeit 2017/18 nochmal zu al-Tadhamon in Kuwait verliehen wurde. 
In seiner Zeit bei Wehdat kamen dann noch einmal zwei Meistertitel dazu, bevor er sich von Mai bis November 2022 leihweise in Malaysia dem PDRM FC anschloss. Anschließend unterschrieb er dort auch einen festen Vertrag, womit er dort bis heute aktiv ist.

### Nationalmannschaft
Sein erstes bekanntes Spiel im Trikot der jordanischen A-Nationalmannschaft war eine 0:2-Freundschaftsspielniederlage gegen Thailand am 5. Juni 2018. Nach zwei weiteren Freundschaftsspielen im selben Jahr, kamen dann aber erst einmal keine weiteren Einsätze dazu. Erst im Dezember 2023 folgte wieder einmal ein Einsatz bei einem Freundschaftsspiel an dieses sich auch eine Nominierung von ihm für den Kader bei der Asienmeisterschaft 2024 anschloss.